# Фе, Антуан Лоран Аполлинер
Антуа́н Лора́н Аполлине́р Фе (фр. Antoine Laurent Apollinaire Fée; 1789—1874) — французский ботаник и миколог, специалист по тайнобрачным растениям.

## Биография
Антуан Лоран Аполлинер Фе родился 7 ноября 1789 года во французской коммуне Ардант. Работал помощником военного врача во время наполеоновского похода в Испанию в 1809 году. С 1815 года учился в Страсбургской школе фармации. В 1823 году Фе познакомился с К. Х. Персоном. В 1824 году Аполлинер стал членом Парижской медицинской академии. С 1825 года ботаник работал профессором в военном госпитале Валь-де-Грас. С 1832 года он преподавал в Страсбургском ботаническом институте и был директором местного ботанического сада. В мае 1833 года Фе получил степень доктора медицины. В 1871 году Аполлинер переехал в Париж. В 1874 году Фе был избран президентом Французского ботанического общества. 21 мая 1874 года Аполлинер Фе скончался.
Местонахождение основной части гербария А. Фе достоверно не установлено. Его гербарий, созданный на основе гербария садовода Клода Ришара, дополненного образцами Антуана Ришара и Жана-Пьера Бержере, хранился в Ботанический институт в Страсбурге (STR), где он отсутствует. Часть гербария Фе передал Федеральному университету Рио-де-Жанейро (R), однако она была утеряна. По данным И. Урбана, часть образцов из Бразилии была приобретена вместе с гербариями Э. Коссона и Х. А. Уэдделла Парижским музеем естествознания (P, PC). Лишайники Фе, вероятно, находятся в Женевском ботаническом саду (G), мхи — в Лондонском музее естествознания (BM). По данным К. У. Доджа, множество образцов А. Фе имеется в Ботаническом саду Рио-де-Жанейро (RB). Образцы, подписанные Фе, обнаружены во многих гербариях.

## Некоторые научные книги
- Fée, A.L.A. (1822). Flore de Virgile. 252 p.
- Fée, A.L.A. (1824—1837). Essai sur les cryptogames des écorces exotiques officinales. 2 vols.
- Fée, A.L.A. (1832). Vie de Linné. 379 p.
- Fée, A.L.A. (1866). Histoire des fougères et des Lycopodiacées des Antilles. 164 p.
- Fée, A.L.A. (1869—1873). Cryptogames vasculaires. 2 parts.

## Роды, названные в честь А. Л. А. Фе
- Feaea Spreng., 1826 [syn.  Selloa Kunth, 1818, nom. cons.]
- Feea Bory, 1824 [syn.  Trichomanes L., 1753, nom. cons.]